# Hayfield
Hayfield är en by och en civil parish i High Peak i Derbyshire i England. Orten har 2 709 invånare (2011). Byn nämndes i Domedagsboken (Domesday Book) år 1086, och kallades då Hedfelt.